# Neelides
Neelides es un género de Arthropoda en Collembola. Neelides se encuentra en la familia  Neelidae.

## Lista de especies
Según Checklist of the Collembola of the World (versión 11 de agosto de 2019) el género incluye las siguientes especies:
- Neelides bisetosus Bretfeld & Trinklein, 2000
- Neelides dianae (Christiansen & Bellinger, 1981)
- Neelides folsomi Caroli, 1912
- Neelides minutus (Folsom, 1901)
- Neelides snideri Bernard, 1975